# Infantilismo parafilico
L'infantilismo parafilico è una parafilia caratterizzata dal desiderio di indossare e utilizzare il pannolino per ragioni differenti da reali necessità mediche, e/o dal desiderio di essere trattato come un neonato o un bambino molto piccolo. È anche caratterizzata dall'attuazione di tali desideri in maniera regolare e frequente. All'interno della comunità di persone che sviluppa il desiderio di indossare il pannolino, coloro che si dedicano ai soli aspetti erotici o sessuali di tale pratica senza accompagnare ad essi fantasie di regressione d'età sono detti amanti del pannolino (oppure, riferendosi al più frequente termine inglese, "diaper lover", abbreviato DL).
Un adulto che preferisce il solo aspetto di regressione all'infanzia è conosciuto come "adult baby" (o abbreviato AB), "adulto neonato". Una persona adulta che non disdegna nessuna di tali pratiche è detta AB/DL. Nel 2004, un'indagine informale condotta su internet, a cui hanno partecipato 80 persone col desiderio di indossare il pannolino , mostrò che all'incirca il 40% di loro si considerava strettamente DL, un altro 40% si riteneva AB/DL, mentre solo un 20% si ritrovava come strettamente AB. Tale ricerca mostrò inoltre che un alto numero di adolescenti si dedicava a tali pratiche. Essi vengono chiamati comunemente "teen babies" (o abbreviato TB), "adolescenti neonati". Secondo l'American Psychiatric Association la maggior parte degli infantilisti sono maschi eterosessuali.
I DL e gli AB differiscono tra loro per la propria auto-immagine e per l'oggetto su cui si focalizza l'attenzione. Niente di tutto ciò include una qualche preferenza sessuale per i bambini. Non esiste un singolo, archetipico comportamento riguardante l'infantilismo parafilico, bensì un ampio spettro di modi di pensare e di comportarsi. Alcuni fantasizzano circa l'essere libero da sensi di colpa, responsabilità, o controllo, mentre altri no. Alcuni di loro si comportano a volte in maniera identica a un neonato, mentre altri assumono comportamenti che non verrebbero probabilmente notati da nessuno. I desideri e i gusti dell'infantilista parafilico variano attorno ai temi tipici dei pannolini e dell'età infantile.

## L'infantilismo parafilico confrontato col feticismo del pannolino
Un modo per descrivere l'infantilismo parafilico è quello di confrontarlo con un feticismo del pannolone. Le differenze che emergono si notano soprattutto nelle "fantasie" che l'interessato sviluppa. Sebbene non ci sia una tipica fantasia AB/DL, di solito essa varia tra due estremi. Un estremo riguarda la fantasia di essere un neonato o un bambino molto piccolo; tenero, innocente dal punto di vista sessuale e completamente indifeso. Questa fantasia può racchiudere al suo interno pannoloni, abbigliamento infantile e giochi che aiutino a definire il "ruolo" del neonato. Alla fine, il neonato potrebbe esser messo a dormire in una morbida culla. L'altro estremo è l'amante erotico. La fantasia dell'amante si focalizza sui pannoloni in quanto feticci, oggetti caricati di un significato sessuale, e può terminare anche col raggiungimento dell'orgasmo e l'eiaculazione.
Nel paziente può quindi esser diagnosticato, a seconda dell'oggetto focalizzato, o infantilismo parafilico o feticismo. I bisogni e le fantasie causati dal fetish per i pannoloni si focalizzano sullo stesso pannolone, mentre l'infantilismo si focalizza sul regredire allo stato infantile.
In realtà la differenza fra i due è molto più ristretta; entrambe difatti coinvolgono pannoloni e adulti. Coloro che tentano di realizzare la fantasia del regredire all'infanzia o similari sono detti AB. Ciò di solito implica l'utilizzo di pannoloni per adulti, abbigliamento dalla parvenza infantile (ovviamente di taglie molto maggiori), ecc. Se il loro partner lo desidera, un roleplay praticabile è quello madre/neonato. L'AB potrebbe non voler praticare attività sessuali mentre gioca il ruolo di bebè, dal momento che non è un'attività tipica di un neonato. 
In contrasto, i feticismi del pannolone sono molto più pratici. Essi possono includere il fatto di aggiungere il pannolone alle altrimenti ordinarie attività sessuali. Coloro che lo fanno sono i cosiddetti DL.
Le pratiche tipiche degli AB non sono appannaggio esclusivo degli infantilisti parafilici; allo stesso modo le pratiche tipiche dei DL non sono solo appannaggio dei feticisti del pannolone. Molti AB/DL descrivono difatti loro stessi come 'maggiormente AB' o 'maggiormente DL', basandosi su quali tipi di pratiche adottano più di frequente. 
Individui affetti da parafilie come l'urofilia e la coprofilia possono trarre divertimento da pratiche simili.
Riassumendo le differenze teoriche, gli AB possono essere affetti da infantilismo parafilico, i loro interessi sono focalizzati sulla loro auto-immagine o su un proprio alter ego e possono rifiutarsi di intraprendere attività sessuali durante il loro gioco di regressione all'infanzia.
Al contempo, i DL possono avere un fetish per i pannoloni, i loro interessi sono diretti verso un feticcio, non effettuano di solito il roleplay. In pratica, le differenze tra gli AB/DL sono molto meno ben definite.
Tuttavia non tutti i professionisti del settore concordano con quest'ultimo aspetto ritenendo che le differenze siano più sostanziali. Secondo la sessuologa Rosamaria Spina è importante non confondere le due condizioni: nell'infantilismo parafilico può esserci l'uso del pannolone, ma come completezza di un abbigliamento tipico dell'età infantile. Secondo la stessa autrice, in quest'ottica, il "cambio pannolino" fa parte di quelle pratiche che il care giver mette in atto nei confronti dell'infante e, pur essendo qualcosa di piacevole, non ha nulla a che vedere con una pratica erotica. L'erotismo è, infatti, escluso da questo tipo di parafilia o, almeno, non è lo scopo che guida la regressione. Di contro nel feticismo da pannolone propriamente detto è l'erotizzazione di tale oggetto il centro del feticismo stesso e, in questo caso, l'atto del cambio ha una valenza prevalentemente o esclusivamente erotica.

## Altri confronti

### Pedofilia
Il confondere l'infantilismo con la pedofilia è un errore molto comune. La pedofilia è la preferenza sessuale per bambini in età pre-puberale
.
Contrariamente, gli infantilisti hanno il desiderio di essere dei neonati loro stessi, e coloro che hanno un fetish per i pannoloni provano interesse sessuale per i pannoloni. Generalmente, essi vivono ordinarie esperienze eterosessuali o omosessuali. Né l'infantilismo parafilico né il feticismo per i pannoloni include interesse sessuale nei confronti di bambini. All'interno delle comunità AB/DL, viene osservata una chiara e netta distinzione.

### Infantilismo
'Infantilismo parafilico' viene spesso abbreviato come 'infantilismo'. Questo può portare ad alcune incomprensioni, dal momento che infantilismo può anche significare 'mancato sviluppo'. Il ritardo mentale include il fatto di non aver mai raggiunto uno stadio di completa maturità e autosufficienza, mentre gli AB rinunciano volontariamente e attivamente alla loro maturità. Successivamente, l'infantilismo psicosessuale è riferito a coloro che non sono "maturati" attraverso i vari stadi di sviluppo psicosessuale descritti da Freud per arrivare all'eterosessualità. L'infantilismo psicosessuale implica l'infantilismo parafilico così come altre parafilie e orientamenti sessuali.
Anche in questo caso è, però, importante riportare quanto indicato dalla sessuologa R. Spina: chi si dedica all'infantilismo parafilico non è una persona che non ha completato il suo processo di maturazione psicosessuale, ma una persona che volontariamente mette in atto una regressione verso un periodo di vita precedente, quello dell'infanzia, appunto. Tale condizione non necessariamente è patologica dal momento che spesso si presenta in adulti che mostrano sì tali episodi, ma che riescono ad avere anche una vita sessuale, relazionale e sociale perfettamente sana e variegata e, dunque, in questi casi manca la componente dell'esclusività.

### Uso pratico o volontario
Coloro che hanno bisogno dei pannoloni per contrastare un reale problema di incontinenza urinaria o di incontinenza fecale non sono generalmente AB/DL. Sebbene difatti indossino e usino i pannoloni, non lo fanno né per esprimere una auto-immagine alternativa né per feticismo. Ciò riguarda anche coloro che utilizzano pannoloni per ragioni pratiche, come ad esempio gli astronauti e i sommozzatori. Infine, ci sono coloro che cominciano a indossare il pannolone come nuovo "gioco sessuale".
Ci sono molte persone che indossano pannoloni ma che non sono infantilisti parafilici o feticisti dei pannoloni nel senso più stretto. Le loro motivazioni sono molto diverse. In qualunque caso, coloro che condividono interessi e adottano pratiche AB/DL sono generalmente ben accetti all'interno delle comunità, e vengono spesso contati anche loro come AB/DL.

### Anaclitismo
I fetish per il pannolone sono spesso menzionati come esempio di anaclitismo, cioè il derivare eccitazione sessuale da cose con le quali l'individuo è entrato in contatto durante l'infanzia, e alle quali è stato esposto per un periodo relativamente prolungato. 'Anaclitismo' è però, in un certo qual modo, un termine dal significato più generale, dal momento che gli oggetti del fetish non devono essere necessariamente infantili, ma semplicemente oggetti a cui l'individuo è stato esposto durante l'infanzia. Per contro, una persona che durante l'infanzia non è entrato in contatto con oggetti come pannolini, ciucci, ecc. potrebbe comunque scegliere di adottare questi simboli stereotipati dell'infanzia durante il gioco sessuale parafilico.

## Bebè sissy, cross-dressing
Un sissy baby (trasposto in italiano come bebè sissy) è un individuo maschio AB/DL che mischia il gioco di scambio dell'identità di genere con l'infantilismo. Questo tipo di crossdressing include un vestiario molto stereotipato ed esagerato da bambina, come ad esempio mutande ornate di gale (cosiddette 'frilly panties') e vestiti dello stesso genere. I sissy, tuttavia, non sono necessariamente transessuali, poiché, sebbene alcuni di loro possano presentare un alter ego coincidente con una bambina piccola, probabilmente non desiderano essere una donna adulta per la maggior parte del tempo. Alcuni transgender inoltre partecipano a questo ageplay con la loro identità di genere, e vedono questo gioco come una logica estensione della loro vita transgender.

## Infantilismo parafilico in medicina
La maggior parte degli AB/DL non cerca supporto nella psicoterapia. Il risultato è che molti dei casi conosciuti e pubblicati sono solo marginalmente collegati all'infantilismo e al feticismo del pannolone, e tali casi non devono esser confusi con le parafilie di base. In uno dei casi pubblicati in cui si è estrapolato un risultato da un campione troppo piccolo di individui, un desiderio simile all'infantilismo parafilico è stato descritto come più frequente negli individui di sesso femminile.
Successive estrapolazioni potrebbero non risultare di molto più accurate. L'Associazione Americana della Psichiatria include una significativa angoscia interiore e indebolimento tra i criteri diagnostici per l'infantilismo parafilico. Ciò non vuole però significare che tutti gli AB/DL debbano soffrire di angosce e indebolimenti, ma che coloro che non ne soffrano verranno a priori esclusi dai campioni di studio dell'APA.

## Cause
Sfortunatamente al giorno d'oggi non ci sono ancora studi scientifici abbastanza ampi condotti sulle probabili cause, sull'incidenza e sull'impatto generale di questa parafilia sulla società. Questo può essere dovuto sia alla relativa rarità del presentarsi di questa condizione, sia al fatto che solo una percentuale molto bassa di infantilisti parafilici sembra cercare aiuto psicologico, sia al fatto che una percentuale ancora minore sembra aver bisogno di un qualche intervento psicoterapico o di igiene mentale per confrontarsi con la sua condizione.
In più, come accennato già in precedenza, seguendo le indicazioni della dott.ssa Spina, è importante considerare due aspetti in modo separato:
1. gli AB che vivono questa condizione con un disagio di fondo raramente si rivolgono ad un professionista del settore perché la componente di piacere legata alla messa in atto della parafilia stessa è prevalente rispetto al disagio che vi si potrebbe accompagnare e ciò crea già di per sé una gratificazione tale da impedire il ricorso ad ogni forma di terapia. Questa è anche la ragione per cui se pure ci si rivolge ad un professionista è difficile portare avanti il percorso intrapreso: la motivazione al trattamento è molto meno forte del piacere provato.
2. Molto spesso non vi è una vera e propria necessità di rivolgersi ad un professionista del settore perché si tratta di un comportamento egosintonico (che non causa disagio) messo in atto da soggetti che per il resto della loro vita sessuale e relazionale mostrano un buon equilibrio e una varietà di altri comportamenti

### Teoria della mappa dell'amore
Secondo il ricercatore di sessuologia John Money, normalmente attorno all'età di otto anni, la mente umana ottiene una mappa dell'amore completamente sviluppata. Essa svolgerà il ruolo di una sorta di "formato tipo" sessuale, fino al termine della vita adulta dell'individuo. Questa mappa dell'amore è una "rappresentazione dello sviluppo o 'formato tipo' nella mente e nel cervello che rappresenta l'amante ideale e il programma idealizzato dell'attività sessuale ed erotica proiettata attraverso immagini esterne o nel quale l'individuo è direttamente occupato..." JM ritiene causa di tutte le parafilie la formazione di mappe dell'amore anormali. Queste ultime possono crearsi a causa di un numero molteplice di fattori o condizioni durante tale periodo di sviluppo. Nel caso descritto sopra dal Dr. Pandita-Gunawardena, egli ritenne che il principale fattore stressante fosse un coma durato sei mesi che il suo paziente dovette affrontare all'età di sei anni e la conseguenti cure successive al coma date al paziente dalla madre. In un caso riportato da Gregory Lehne, Lehne postulò che la mappa dell'amore infantilistica del suo cliente potesse esser stata formata nella mente del cliente attorno all'età di sei o sette anni. Durante questo periodo di gioventù il suo paziente ha dichiarato di aver ricevuto un'educazione disciplinare chiaramente inappropriata da parte di sua madre, la quale includeva la coercizione all'indossare pubblicamente il pannolino e vestiti da bambina affinché tutto il vicinato lo vedesse.

## Percentuali tra i sessi
La maggior parte degli AB/DL è riportata essere di sesso maschile. Una stima è di dieci a venti maschi per femmina AB/DL.

## Pratiche
A parte le molte cose che ogni AB/DL vorrebbe ma non può fare (come ad esempio il diventare realmente un neonato), la lista di pratiche sessuali che un AB/DL può adottare è molto ampia. Alcuni degli elementi e delle pratiche più comuni sono qui elencate.

### Uso del pannolone
Una pratica fondamentale per ogni AB/DL è indossare il pannolone. Mentre indossano il pannolone, a molti AB/DL piace urinare in essi, mentre solo un numero minore apprezza anche la defecazione. Altri invece non apprezzano nessuna di tali pratiche poiché le trovano disgustose, non le trovano divertenti, non hanno voglia di doversi pulire dopo l'atto o non possono proprio farlo senza che le persone attorno se ne accorgano. Alcuni AB/DL hanno difficoltà nel bagnare il pannolino volontariamente, e ciò per colpa di vesciche troppo allenate alla continenza o di una paruresis. Alcuni AB/DL hanno bisogno di allenarsi per superare tali condizioni.
Un compromesso spesso adottato tra il bisogno di indossare i pannoloni e di vivere la vita di tutti i giorni è quello di indossare i pannoloni sotto i vestiti quotidiani. Quando gli AB adottano questa pratica, il vestire i pannoloni è inserito nella mentalità quotidiana, non nella loro mentalità di infante. Solo un ristretto numero di AB indossa pannolini 24 ore su 24. Questo ristretto numero tenta spesso di raggiungere l'incontinenza urinaria e/o l'incontinenza fecale. Il livello di divertimento nell'indossare il pannolone tutto il tempo può variare, e può avere effetti collaterali duraturi; alcuni AB hanno riscontrato che il livello di divertimento diminuisce rapidamente nel momento in cui il bisogno dei pannoloni diventa reale e permanente. Altri AB/DL ricevono più divertimento dall'indossare pannolini in maniera intermittente piuttosto che dall'indossarli in modo permanente.

### Punizioni
Un'altra pratica molto diffusa nel mondo AB/DL sono le cosiddette "punizioni", consistenti in pratiche sado-masochistiche tratte dal mondo BDSM oppure in pratiche più "di nicchia", come ad esempio lo spanking (mutuato stavolta dalle punizioni che vengono infilitte ai bambini). Un'altra pratica discretamente diffusa tra gli AB/DL coprofilici è il clistere o altra pratica atta a far defecare forzatamente all'interno del pannolone.

## Parafernalia
Sebbene i gusti e le collezioni di ogni AB diano differenti, alcuni oggetti che possono essere spesso presenti sono pannolini, body come quelli dei neonati, copertine, culle, box, mutandine di plastica, seggioloni, biberon, ciucci, creme anti-irritazioni per il cambio, bambolotti e pupazzi. Ovviamente le taglie degli indumenti e di alcuni di tali oggetti saranno relazionate alle dimensioni dell'adulto.